# Oscar Bergius
Sebastian Oscar Gustaf Bergius, född 6 juni 1834 i Forshälla socken, Göteborgs och Bohus län, död 16 september 1902 i Landskrona, var en svensk jurist och riksdagsman.
Bergius föddes på Fjöstelsröds gård i Forshälla socken. Han blev student vid Uppsala universitet 1853, tog examen till rättegångsverken 1857, blev vice häradshövding 1860, assessor i Göta hovrätt 1870 och 1883 domhavande i Rönnebergs, Onsjö och Harjagers domsaga. Han var 1879-84 ledamot i nya lagberedningen och 1886 i förstärkta lagberedningen. Åren 1886–87 var han utsedd till justitieombudsmannens suppleant. 
Bergius var 1876–79 representant för Jönköpings stad i riksdagens andra kammare och tillhörde första kammaren såsom representant för Malmöhus län 1887–94 samt för Göteborgs och Bohus län 1895–1900. Han var ledamot i konstitutionsutskottet 1878 och 1887-98 (1888-98 utskottets ordförande), men uteslöts 1899, då han inte velat vara med om att söka hindra norska flagglagens promulgation. Till sin politiska ståndpunkt var Bergius konservativ och tullskyddsvän.